# Герб Рахівського району
Герб Рáхівського райо́ну — офіційний символ Рахівського району Закарпатської області затверджений рішенням сесії районної ради 27 листопада 2001 року.
Автори — Уляна та Андрій Ґречило.

## Опис
Герб: Щит перетятий; у верхньому срібному полі три зелені гори, на фоні середньої найвищої — срібна квітка білотки альпійської (едельвейсу) із золотим осердям; у нижньому синьому полі — три срібні хвилясті балки. 
Великий герб: Щит з гербом району підтримує з одного боку золотий олень, а з іншого — червоний ведмідь. Щит увінчано золотою територіальною короною. Під щитом — зелена стрічка із золотим написом «Рахівський район».

## Зміст
Зображення квітки білотки альпійської підкреслює винятковість місцевого природного середовища, оскільки саме на території Рахівщини ще досі можна зустріти цю рідкісну гірську рослину. Ділення верхнього поля щита відображає гірський характер району та найвищу вершину України – гору Говерлу, через яку проходить межа району та області. Срібне поле означає чисте гірське повітря, м’який клімат і розвиток туристичної сфери, а зелений колір символізує густі ліси та інші природні багатства. У нижній частині герба подано 3 срібні хвилясті балки у синьому полі, які уособлюють річки району (Чорна Тиса, Біла Тиса та Косівська (Кісва)), а також нав’язують до історичного герба Марамуреського комітату (жупи), до складу якого до початку XX ст. входила Рахівщина. У великому гербі олень є символом адміністративного центру – міста Рахова (зображення оленя фігурувало давніше на печатках Рахова, а голова оленя є основним символом сучасного герба міста), а червоний ведмідь – елементом із герба Закарпаття. Вони вказують на географічне розташування району та його адміністративно-територіальне підпорядкування. Щит увінчує стилізована корона, яка засвідчує приналежність герба саме району та характеризує мішану рослинність Рахівщини.